# Ouolodo
Ouolodo è un comune rurale del Mali facente parte del circondario di Kolokani, nella regione di Koulikoro.